# 前421年
| 千纪： | 前1千纪 |
| 世纪： | 前6世纪 \| 前5世纪 \| 前4世纪 |
| 年代： | 前450年代 \| 前440年代 \| 前430年代 \| 前420年代 \| 前410年代 \| 前400年代 \| 前390年代                                                                                           |
| 年份： | 前426年 \| 前425年 \| 前424年 \| 前423年 \| 前422年 \| 前421年 \| 前420年 \| 前419年 \| 前418年 \| 前417年 \| 前416年                                                             |
| 纪年： | 周威烈王五年 魯元公十六年 齊宣公三十五年 晉幽公十三年 趙獻子三年 魏文侯四年 韓武子四年 秦靈公四年 楚簡王十一年 宋昭公四十八年 衛懷公五年 鄭繻公二年 燕閔公十八年 越王朱勾二十七年 |

## 大事記
- 第一次伯羅奔尼撒戰爭（前431─前421年）終，雅典向斯巴達乞和，雅典和斯巴达签署尼西阿斯和约（五十年休戰條約）。
- 晉大夫韓武子韓啟章修築都城平陽（今山西省臨汾市）。晉大夫趙獻侯趙浣築泫氏城（今山西省高平县）。
- 鲁国季孙氏和晉幽公在楚丘会盟，取葭密，在那里筑城。